# Minouche Barelli
Minouche Barelli es el nombre artístico de Marrie-Pierre Barelli, una cantante de lengua francés nacida en París (Francia) el 13 de diciembre de 1947 y murió el 20 de febrero de 2004. Se caracteriza más por su participación en Eurovision, ceremonia de elegir la mejor canción del año, en donde Barelli representa a Mónaco en Festival de la Canción de Eurovisión 1967.

## Biografía
Marie-Pierre Barelli nació en París, Francia el 13 de diciembre de 1947, es hija de la cantante Lucienne Delyle y el músico de jazz Aimé Barelli. Su carrera como cantante comienza a partir de los años sesenta, donde en 1966 participa en el concurso Rose de France en Antibes, y obtiene éxito al público. Entonces, Barelli no consigue el primer puesto, ya que la ganadora fue Jacqueline Dulac. Más tarde, Barelli participa en Festival de la Canción de Eurovisión 1967, representando a Mónaco, con la canción Boum Badaboum, donde su padre es el maestro y director de la orquesta y obtiene el puesto número 5, ya que anteriormente estaba Vicky Leandros que había tenido éxito y popularidad con la canción L'amour est bleu y en primer lugar Sandie Shaw que representaba a Reino Unido. 
En 1980 Barelli participó en el proceso de selección para el ingreso de Eurovisión con la canción francesa "Viens dans ma farándula", que sólo terminó sexto en la segunda semifinal.
Barelli es una gran figura de la canción clásica que se recuerda en la actualidad, y murió el 20 de febrero de 2004.

## Discografía
- 1966 — Je prendrai tout
- 1966 — Goualante 67
- 1966 — Du moment que
- 1966 — Ça fait du bruit
- 1967 — Boum badaboum

## Sencillos
- Boum Badaboum , escrita por Serge Gainsbourg en 1967 y ganadora del quinto puesto en el Festival de Eurovision.
- Je Saurai bien me faire aimer, lanzado en 1967
- On's aimera, lanzado a principios de 1970.